# Leucaena magnifica
Leucaena magnifica är en ärtväxtart som först beskrevs av C.E.Hughes, och fick sitt nu gällande namn av C.E.Hughes. Leucaena magnifica ingår i släktet Leucaena och familjen ärtväxter. IUCN kategoriserar arten globalt som starkt hotad. Inga underarter finns listade i Catalogue of Life.